# Tam Giang, Liễu Châu
Huyện tự trị dân tộc Đồng Tam Giang (chữ Hán giản thể: 三江侗族自治县, Sānjiāng Dòngzú ZìzhìXiàn, âm Hán Việt: Tam Giang Đồng tộc Tự trị huyện) là một huyện thuộc địa cấp thị Liễu Châu, khu tự trị dân tộc Choang Quảng Tây, Cộng hòa Nhân dân Trung Hoa. Huyện Tam Giang có diện tích 3358 km², dân số năm 2002 là 480.000 người. Về mặt hành chính, huyện Tam Giang được chia thành 6 trấn, 6 hương và 3 hương dân tộc.
- Trấn: Cổ Nghi, Đấu Giang, Đan Châu, Bát Giang, Độc Đồng, Lâm Khê.
- Hương: Hoà Bình, Trình Thôn, Lão Bảo, Lương Khẩu, Dương Khê, Mai Lâm.
- Hương dân tộc Dao Cao Cơ, hương dân tộc Miêu Đồng Lạc, hương dân tộc Miêu Phú Lộc.